# سناج (محافظة)

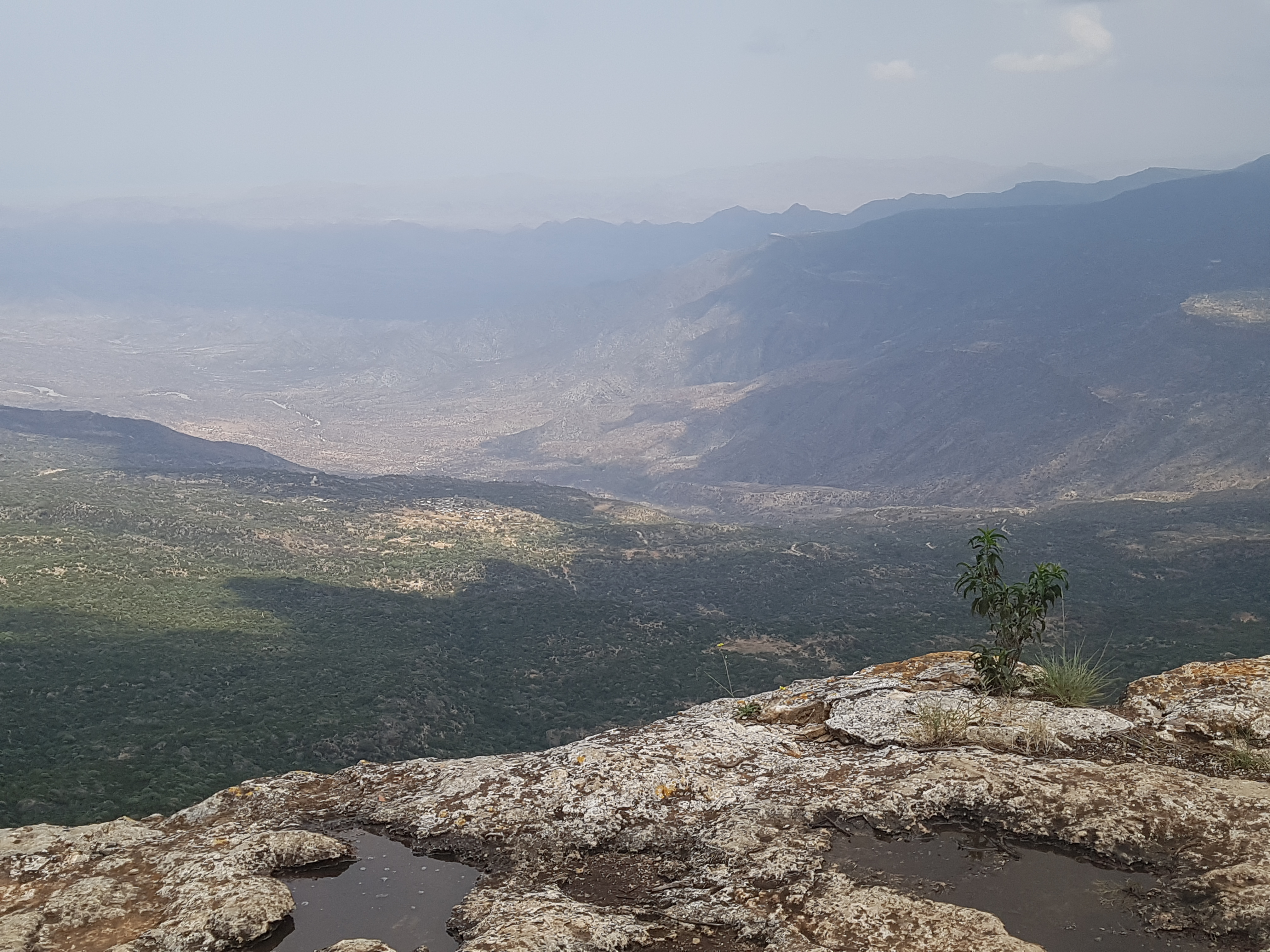
سناج

سَنَاج (بالصومالية: Sanaag) محافظة تقع في شمال الصومال وتتبع اداريا لولاية صوماليلاند. تتمتع سَنَاج بخط ساحلي طويل يواجه خليج عدن إلى الشمال، ويحدها من الغرب منطقة ساحل، صول من الجنوب وولاية أرض البنط من الشرق. عاصمتها عيرجابو.

## التاريخ
تتمع سناج باثار تاريخية من رسومات ما قبل التاريخ ورجوم واطلال تاريخية في عدة مناطق من المحافظة. من أشهر هذه مواقع الاثرية للمحافظة هي ميط، عيلايو وحيس.

## الخلاف الحدودي
تتصارع ولايتا أرض البنط وصوماليلاند المعلنة استقلالها من طرف واحد على هذه المحافظة، فلا ولاية من هاتين الولايتين تسيطر كاملا على المحافظة.